# Grębków (gmina)
Pour les articles homonymes, voir Grębków.
La gmina Grębków est un district administratif (gmina) situé en milieu rural, dans le powiat de Węgrów, en voïvodie de Mazovie, dans le centre-est de la Pologne.
Son siège administratif (chef-lieu) est le village de Grębków, qui est situé à 16 kilomètres de sa capitale, et à 61 km de Varsovie (capitale de la Pologne).
Elle a une superficie de 130,75 km2 et une population de 4 629 habitants en 2006.

## Géographie
La Gmina Grębków comprend les villages de :

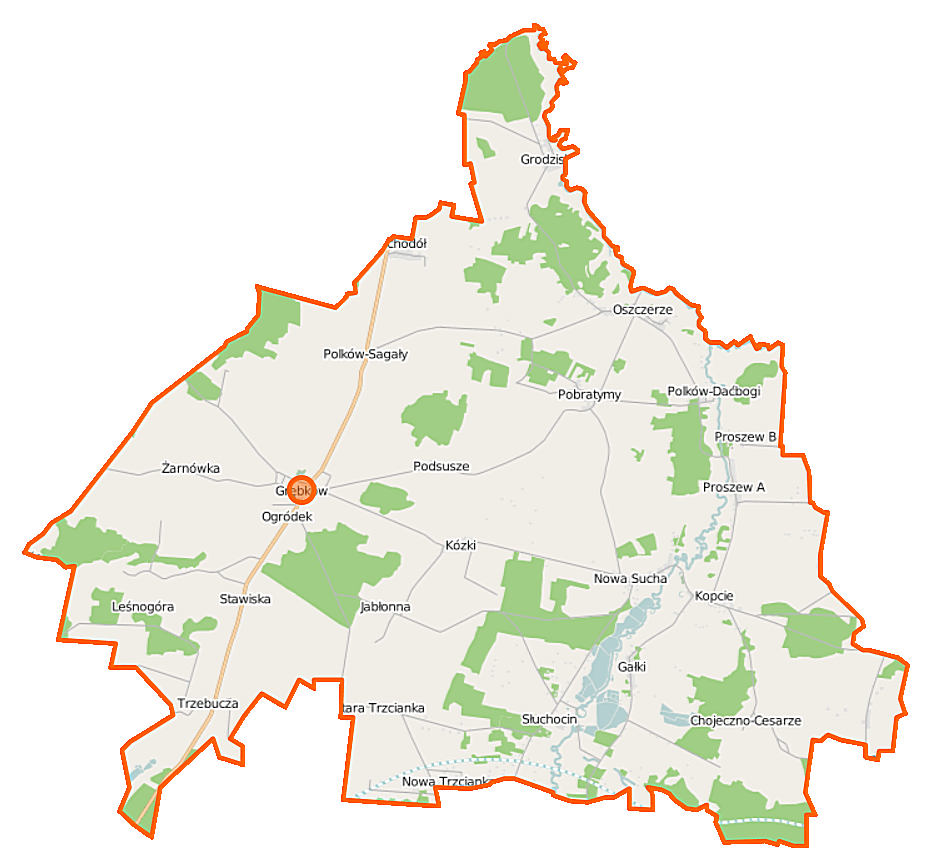
Plan de la gmina

- Aleksandrówka
- Chojeczno-Cesarze
- Chojeczno-Sybilaki
- Gałki
- Grębków
- Grodzisk
- Jabłonna
- Kolonia Sinołęka
- Kopcie
- Kózki
- Leśnogóra
- Nowa Sucha
- Nowa Trzcianka
- Ogródek
- Oszczerze
- Pobratymy
- Podsusze
- Polków-Daćbogi
- Polków-Sagały
- Proszew A
- Proszew B
- Słuchocin
- Stara Sucha
- Stara Trzcianka
- Stawiska
- Suchodół
- Trzebucza
- Żarnówka
- Ziomaki

### Gminy voisines
La gmina de Grębków est voisine des gminy de:
- Kałuszyn
- Kotuń
- Liw
- Mokobody
- Wierzbno

## Démographie
Données du 30 juin 2004 :
| Description        | Total  | Total | Femmes | Femmes | Hommes | Hommes |
| ------------------ | ------ | ----- | ------ | ------ | ------ | ------ |
| Unité              | Nombre | %     | Nombre | %      | Nombre | %      |
| Population         | 4 650  | 100   | 2 292  | 49,3   | 2 358  | 50,7   |
| Densité (hab./km²) | 35,6   | 35,6  | 17,5   | 17,5   | 18     | 18     |